# Evelyn Pinching
Evelyn Amie Pinching (ur. 18 marca 1915 w Norwich, zm. 24 grudnia 1988 w Westminster) – brytyjska narciarka alpejska, trzykrotna medalistka mistrzostw świata.
Wzięła udział w mistrzostwach świata w Mürren w 1935 roku, gdzie najpierw zajęła piąte miejsce w slalomie. Dzień później była czwarta w zjeździe, przegrywając walkę o medal z Anny Rüegg ze Szwajcarii. Czwarte miejsce zajęła także w kombinacji, w której uplasowała się nieznacznie za Käthe Grasegger z III Rzeszy. Na rozgrywanych rok później mistrzostwach świata w Innsbrucku wywalczyła trzy medale. W zjeździe była najlepsza, wyprzedzając dwie Szwajcarki: Elvirę Osirnig i Nini von Arx-Zogg. Następnie była druga w slalomie, za Gerdą Paumgarten, a przed Margarethe Weikert. Dało jej to także złoty medal w kombinacji, przed Osirnig i Paumgarten. Był to pierwszy w historii złoty medal dla Wielkiej Brytanii w tej konkurencji. Brała też udział w mistrzostwach świata w Aspen w 1950 roku, gdzie zajęła 22. miejsce w zjeździe i slalomie oraz 23. w kombinacji.
Wystartowała również na igrzyskach w Garmisch-Partenkirchen, gdzie zajęła 9. miejsce w kombinacji alpejskiej.

## Osiągnięcia

### Igrzyska olimpijskie
| Miejsce | Dzień    | Rok  | Miejscowość            | Konkurencja | Czas biegu | Strata     | Zwyciężczyni  |
| ------- | -------- | ---- | ---------------------- | ----------- | ---------- | ---------- | ------------- |
| 9.      | 8 lutego | 1936 | Garmisch-Partenkirchen | Kombinacja  | 97,06 pkt  | -16,87 pkt | Christl Cranz |

### Mistrzostwa świata
| Miejsce | Dzień     | Rok  | Miejscowość | Konkurencja | Wynik     | Strata    | Zwyciężczyni        |
| ------- | --------- | ---- | ----------- | ----------- | --------- | --------- | ------------------- |
| 5.      | 22 lutego | 1935 | Mürren      | Slalom      | 2:23,2    | +7,2      | Anny Rüegg          |
| 4.      | 23 lutego | 1935 | Mürren      | Zjazd       | 3:27,2    | +7,4      | Christl Cranz       |
| 4.      | 23 lutego | 1935 | Mürren      | Kombinacja  | 99,21 pkt | –3,44 pkt | Christl Cranz       |
| 1.      | 21 lutego | 1936 | Innsbruck   | Zjazd       | 4:45,0    | –         | –                   |
| 2.      | 24 lutego | 1936 | Innsbruck   | Slalom      | 2:17,1    | +1,8      | Gerda Paumgarten    |
| 1.      | 24 lutego | 1936 | Innsbruck   | Kombinacja  | 465,6 pkt | –         | –                   |
| 22.     | 13 lutego | 1950 | Aspen       | Gigant      | 1:29,6    | +15,6     | Dagmar Rom          |
| 22.     | 15 lutego | 1950 | Aspen       | Slalom      | 1:47,8    | +29,2     | Dagmar Rom          |
| 23.     | 17 lutego | 1950 | Aspen       | Zjazd       | 2:06,6    | +21,7     | Trude Jochum-Beiser |